# نهر كريشنا

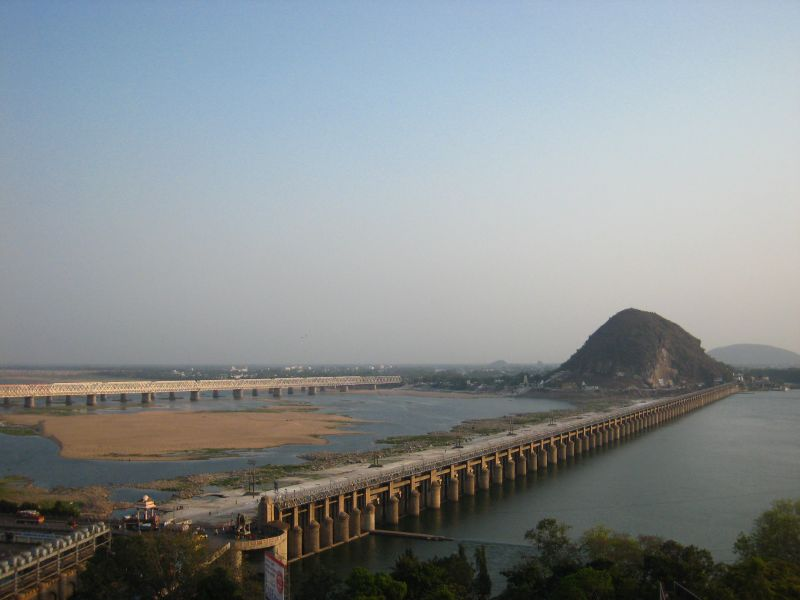
قناطر براكاسام على نهر كريشنا في فيجاياوادا في 2007

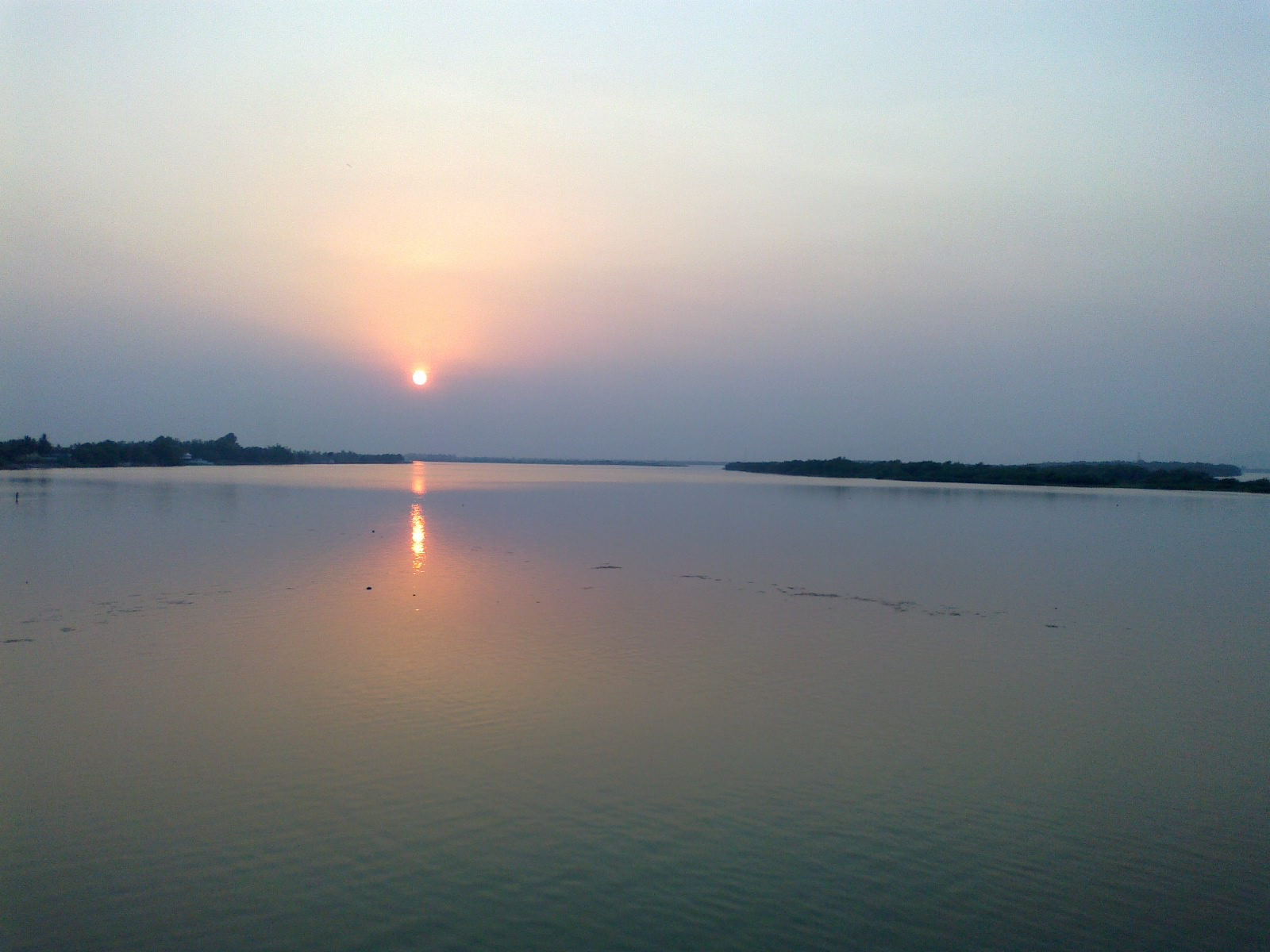
نهر كريشنا بالقرب من فيجاياوادا

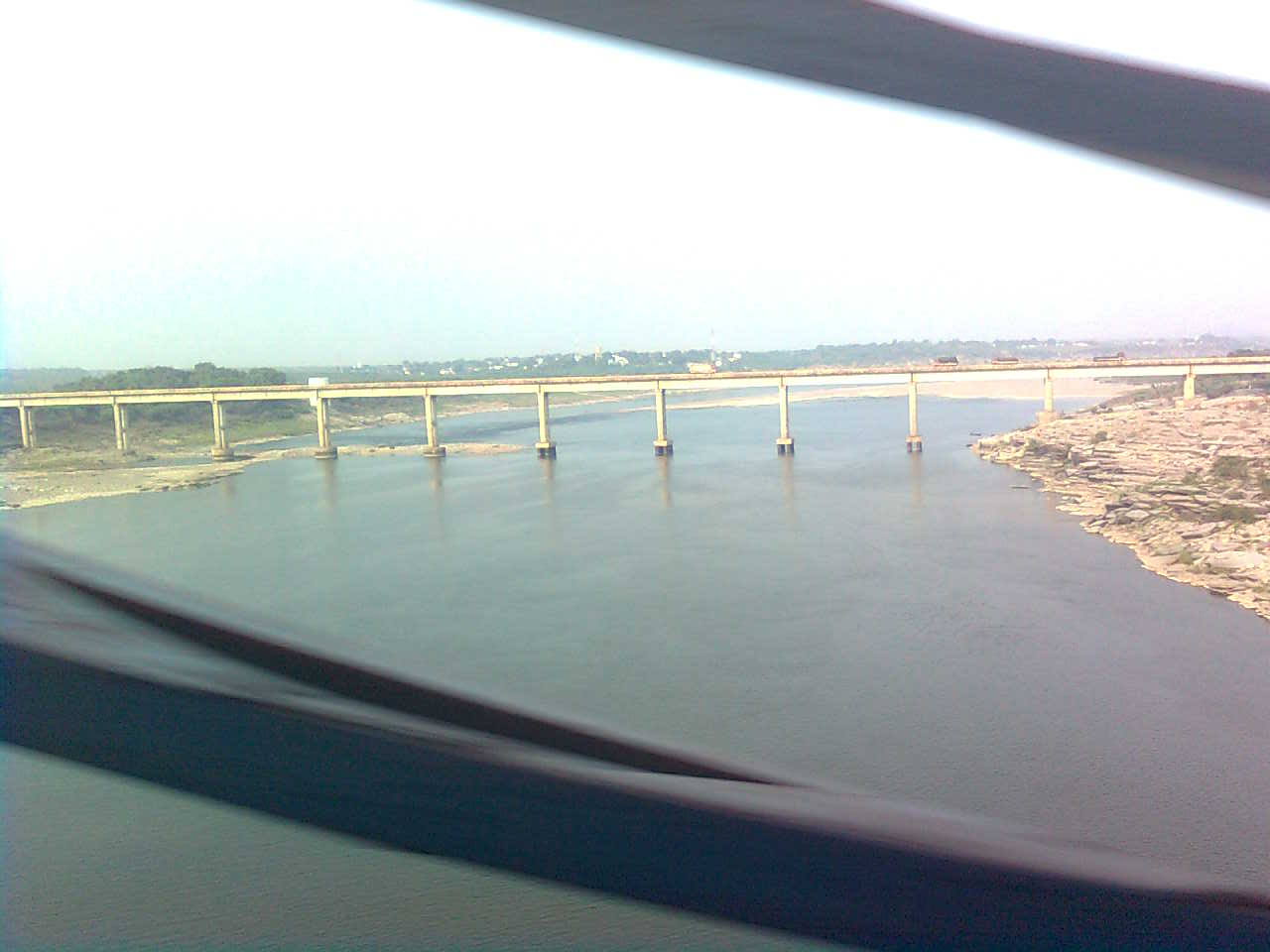
منظر لنهر كريشنا على حدود جونتور-نالجوندا في أندرا برديش عام 2009

نهر كريشنا (بالإنجليزية: Krishna River) هو أحد أطول الأنهار في وسط وجنوب الهند، ويصل طوله تقريبًا 1,400 كيلومتر (870 ميل). كما يشار إليه أيضًا باسم كريشنافيني (Krishnaveni) في تسميته الأصلية. ويعد نهر كريشنا رابع أطول نهر في الهند بعد نهر الغانج وجودافارى (Godavari) ونارمادا.
أصله بالقرب من حيدر آباد وكيرلا عند أقصى نقطة من واي تولوكا في مدينة ساتارا بولاية ماهاراشترا، ويقع فم النهر عند دلتا في هاماسالاديفي في أندرا برديش، ويعد نمط تصريفه موازياً ومطلقاً.

## مسار النهر
يرتفع نهر كريشنا عند مدينة ماهابلسوار (Mahabaleswar) بالقرب من قرية جور في أقصى الشمال من واي تالوكا (Wai taluka)، منطقة ساتارا، وماهاراشترا في الغرب ويلتحم بـخليج البنغال في هاماسالاديفي (Hamasaladeevi) (بالقرب من أفانيجادا Avanigadda) في أندرا برديش، على الساحل الشرقي. كما يمر النهر أيضًا عبر ولاية كارناتاكا. وتعد دلتا النهر أحد أكثر المناطق خصوبة في الهند كما أنها كانت موطنًا لإمبراطورية ساتافاهانا (Satavahana) وملوك أسرتي إيكشفاكو (Ikshvaku) وأسرة سون. فيجاياوادا هي أحد أكبر المدن الواقعة على نهر كريشنا. في حين أن سانجلي (Sangli) هي أحد أكبر المدن الواقعة على نهر كريشنا في ولاية ماهاراشترا (Maharashtra).
وبيئيًا، يعد هذا النهر أحد أكثر الأنهار كارثية في العالم، نظرًا لأنه يسبب تآكلاً كثيفًا للتربة خلال فصل تكثر فيه رياح موسمية. فهو يتدفق بوتيرة متسارعة وعنيفة، ليصل في الغالب إلى مستويات عمق تتجاوز 75 قدم (23 م). وبشكل تهكمي، يوجد قول مأثور في اللغة المهاراتية (لغة ماهاراشترا) "santh vaahate Krishnamaai" والذي يعني «تدفقات كريشنا الهادئة». كما يستخدم هذا المصطلح لوصف كيف يجب أن يكون الإنسان، هادئ هدوء أمواج كريشنا. ولكن، في الواقع، يتسبب نهر كريشنا في حدوث نسبة عالية من التآكل فيما بين شهري يونيو وأغسطس. فخلال هذه الفترة، يتسبب نهر كريشنا في تآكل التربة الخصبة مرورًا بولايات ماهاراشترا وكارناتاكا وولاية أندرا برديش الغربية باتجاه منطقة الدلتا.

## روافد النهر
من أهم روافد نهر كريشنا نهر تونجابادرا (Tungabhadra)، والذي كوّنه نهر تونجا (Tunga) ونهر بادرا والذي ينبع في الأصل من الغاتس الغربية المتدفق من ولاية كارناتاكا. ومن بين روافد النهر الأخرى نهر كودالي (Kudali)، ونهر فينا (Venna)، ونهر كوينا (Koyna)، ونهر بهيما (Bhima) (وروافده مثل نهر كودالي الذي يغذي أعالي حوض نهر بهيما)، ونهر مالابرابها (Malaprabha)، ونهر جاتابرابها (Ghataprabha)، نهر يرلا (Yerla), ونهر وارنا (Warna)، نهر دندي (Dindi)، نهر باليرو (Paleru)، نهر موسي (Musi)، نهر يورمودي (Urmodi) (उरमोडी नदी)، ونهر تارلي ((तारळी नदी ونهر دودهجانجا (Dudhganga).
وتلتحم أنهار فينا، وكوينا، وفاسنا (Vasna)، وبانتشجانجا، ودودهجانجا، وجاتابرابها، ومالابرابها وتونجابادرا بالضفة اليمنى للنهر؛ بينما تلتحم أنهار يرلا، وموسي، ومونيرو وبهيما بنهر كريشنا من الضفة اليسرى له. ويتصل نهر يورمودي (उरमोडी नदी) بنهر كريشنا عند كاشيل (Kashil) (काशीळ)، ويتصل نهرا ساتارا وتارلي (तारळी नदी) عند أومبراج (उंब्रज). ويعد نهر كودالي هو أول روافد نهر كريشنا الذي يتصل به عند خاداكي (Khadaki).
كما أن ثلاثة روافد تلتحم بنهر كريشنا بالقرب من سانجلي. ويتصل نهر وارانا بنهر كريشنا بالقرب من هاريبور (Haripur). كما تعرف هذه المنطقة باسم سانجامشوار (Sangameshwar). ويلتقي نهر بانتشجانجا بنهر كريشنا في نارسوباوادي (Narsobawadi) بالقرب من سانجلي. فتتميز هذه الأماكن بقدسية كبيرة. ويقال أن اللورد داتاتريا (Dattatreya) قد أمضى بعض أيامه في أدومبر (Audumber) على ضفاف نهر كريشنا. وتعد سانجاميسوارام بمنطقة كورنوول في أندرا برديش مركز حج شهير للهندوس حيث يلتقي نهرا تونجابادرا، وبهافاناسي (Bhavanasi) بنهر كريشنا. وحاليًا يواجه معبد سانجاميسوارام الغرق في خزان سريسايلام (Srisailam) ولكنه لا يزال ظاهرًا لمريديه فقط خلال الصيف عندما ينخفض مستوى الماء في الخزان.

## الجسور
- جسر كريشنا، واي - هذا الجسر هو أحد أقدم الجسور التي شيدتها بريطانيا في الهند. بني الجسر بأحجار سوداء من بينها تسع «كامانز ـ أقواس ـ (kamans)» جذابة، كما يعمل الجسر أيضًا بمثابة علامة للفيضانات (عندما يرتفع الماء إلى مستوى الطريق على الجسر) لشعوب "Waikar".
- جسر إيروين (Irwin), سانغلي - يعد هذا الجسر هو أحد أقدم الجسور التاريخية وأضخمها الذي بني على نهر كريشنا خلال فترة الحكم البريطاني. شُيد هذا الجسر من أحجار حمراء، مع وجود ممرين للهبوط في وسط الجسر ورؤية مياه النهر. وكان رئيس الوزراء السابق بولاية ماهاراشترا، "Late Shri Vasantdada Patil" الذي قاد النضال من أجل الحرية في ماهاراشترا الغربية بنفسه قد قفز إلى نهر كريشنا من فوق جسر إيروين عندما كان يجري هربًا من مطاردة الجيش البريطاني له.
- جسر أنكالي (Ankali), تشيكودي (Chikkodi) - يعد هذا الجسر أيضًا أحد أقدم الجسور الذي شيد أثناء فترة الحكم البريطاني. يربط الجسر بين ولايتي ماهاراشترا وكارناتاكا.

### روافد نهر كريشنا
- - نهر مونيرو في أندرا برديش
    - نهر أكيرو (Akeru) في أندرا برديش

  - نهر باليرو في أندرا برديش
  - نهر موسي في أندرا برديش
  - نهر بهافاناسي في منطقة كورنول
  - نهر تونجابادرا
    - نهر فيدافاتي (Vedavathi)
      - نهر سوفارناموكي (Suvarnamukhi)
      - نهر فيدا (Veda)
      - نهر أفاتي (Avathi)

    - نهر فارادا (Varada)
    - نهر تونجا
    - نهر بادرا

  - نهر بهيما في ماهاراشترا وكارناتاكا
    - نهر سينا
    - نهر نيرا
    - نهر ميولا موثا (Mula-Mutha)
      - نهر ميولا (Mula)
      - نهر موثا (Mutha)

    - نهر شانداني (Chandani)
    - نهر كاميني (Kamini)
    - نهر موشي (Moshi)
    - نهر بوري (Bori)
    - نهر مان (Man)
    - نهر بوجواتي (Bhogwati)
    - نهر إندراياني (Indrayani)
      - نهر كونداليكا (Kundalika)

    - نهر كومندالا (Kumandala)
    - نهر جود (Ghod)
    - نهر بهاما
    - نهر بافنا (Pavna)

  - نهر مالابرابها
  - نهر جاتابرابها
  - نهر فارنا أو وارنا
  - نهر كوينا
  - نهر فينا

## أماكن ومعابد
داكشين كاشي واي (Dakshin Kashi Wai) هو أول الأماكن المقدسة الواقعة على نهر كريشنا، والمشهور بوجود معبدي ماهاجانباتي ماندير (Mahaganpati Mandir) وكاشيفيشويشوار (Kashivishweshwar). فيتميز بوجود سبع درجات بامتداد النهر.
في حين أن المعابد مثل داتاديفا (Dattadeva) والذي يقدسه سكان ولاية ماهاراشترا، تقع على ضفاف نهر كريشنا عند ناراسوبا وادي وأدومبر بالقرب من سانغلي. بالإضافة إلى أن معابد سانجامشوار شيفا في هاريبور وراملينغ (Ramling) تقع هي الأخرى على ضفاف نهر كريشنا بالقرب من سانجلي.
حيث أن معظم مواقع الحج المشهورة مثل أدومبر، ونارسوباوادي تقع على ضفاف نهر كريشنا بالقرب من سانغلي في ولاية ماهاراشترا.
تقع كودالاسانجاما (Kudalasangama) بالقرب من باجالكوت (Bagalkot)، في كارناتاكا والتي تعد Aikya linga في باسافيشوارا (Basaveshwara). بينما يوجد في سريسايلام، معبد قديم للرب شيڤاوهو أحد الأضرحة (jyotirlingas) الإثنا عشر. ويقع معبد سانجاميسورا سوامي (Sangameswra Swamy) بالقرب من أتماكور (Atmakur) «ويظهر فقط خلال الصيف». وكان يتم الاحتفال بمهرجان كالاتشاكرا (Kalachakra) الدولي في وجود الـدالاي لاما في أمارافاتي (Amaravati).
كانت أمارافاتي عاصمة ساتافاهاناس (Satavahanas) والتي كانت صاحبة نفوذ كبير على جنوب الهند لما يقرب من 400 عام، مقرًا لتعاليم البوذية وحكمتها. في حين أن فيجاياوادا التي تقع على الضفة اليسرى من النهر تحمل بين جنباتها معبد شهير يقع فوق جبل إندراكيلادري (Indrakeeladri) مكرس من أجل المعبودة كاناكا دورغا (Goddess Kanaka Durga).
توجد العديد من المعابد الشهيرة على ضفاف نهر كريشنا.
واي هي مدينة قديمة تطل على هذا النهر المقدس. حيث يتم الاحتفال بمهرجان «كروشنابي أتساف (Krushnabai Utsav)» لشهر أو شهرين بدءًا من يناير وحتى فبراير على درجات النهر. ويتم الاحتفال بمهرجان اوتساف لأنه يقال أن كروشنابي قد منح النصر لصالح شيفاجي ضد أفضل خان (Afzal Khan) منذ حوالي 350 عامًا. وقد شُيد معبد جانباتي ماندير (Ganpati mandir) عام 1764. ومن بين الأماكن الأخرى التي تنتشر على طول النهر مدينة ساتارا، وكاراد، وسانغلي، وغيرها.

## السدود
تنتشر العديد من الـسدود المقامة على طول نهر كريشنا.
- دوم بالاكوادي Dhom Balakwadi
- سد دوم
- سد تونجابادرا
- سد باسافا ساجار Basava Sagar (كارناتاكا)
- سد ألماتي (Almatti)
- سد سريسايلام
- سد ناجارجونا ساجار (Nagarjuna Sagar)
- قناطر براكاسام
- سد جورالا
- سد نارايانبور (Narayanpur) وهو مصب سد ألماتي
- سد أمار (Amar)
- سد بوليتشيتنالا (Pulichitnthala) قيد الإنشاء.

## حوض كريشنا
يمتد حوض كريشنا على مساحة تزيد عن 258,948 كيلومتر مربع (99,980 ميل2) والذي يبلغ حوالي 8% من المساحة الجغرافية الكلية للبلاد. يقع هذا الحوض الضخم في ولايات كارناتاكا (113271 كم2) وأندرا برديش (76252 كم2) وماهاراشترا (69425 كم2).
يرتفع نهر كريشنا في الغاتس الغربية، على ارتفاع يبلغ نحو 1337 م شمال ماهابالشوار (Mahabaleshwar)، حوالي 64 كم من البحر العربي. حيث يمتد لحوالي 1400 كم، ليصب في خليج البنغال. وتضم الروافد الرئيسية التي تنبع من نهر كريشنا جاتابرابها، ومالابرابها، وبهيما، وتونجابادرا، وموسي.
ويشمل معظم هذا الحوض جميع أراضي البلاد، فيما عدا الحدود الغربية، والتي شكلها خط مستقيم من الجاتس الغربية. يزخر الحوض بأنواع مهمة من التربة مثل التربة السوداء، والحمراء، وتربة اللاتيريت والغنية به، والطمي، والتربة المختلطة، والتربة الحمراء والسوداء، والتربة المالحة، والقلوية.
وقد تقييم المتوسط السنوي للمياه السطحية المحتملة في هذا الحوض بحوالي 78,1 كم³. من بينها 58,0 كم³ مياه قابلة للاستعمال. وتبلغ مساحة المنطقة المزروعة في الحوض حوالي 203,000 كم2، وهي نسبة تمثل 10.4% من إجمالي مساحة المنطقة المزروعة في البلاد.
وتعد قمة مولاياناجيري (Mullayanagiri)، في كارناتاكا، أعلى نقاط (1,930م) حوض كاريشنا.

## الفيضانات
في أكتوبر 2009، شهد النهر فيضانات كبيرة، نجم عنها عزل 350 قرية، وترك الملايين بلا مأوى، وهو الأول من نوعه في 1000 عام. وتسبب الفيضان في حدوث ضرر كبير في مناطق كورنول، وماهابودناجار (Mahabubnagar)، وجونتور (Guntur)، وكريشنا، ونالاجوندا (Nalagonda). وقد غُمرت مدينة كورنول بأكملها في الماء بلغ مستوى عمقه 10 قدم (3.0 م) لثلاثة أيام.
وبلغ معدل تدفق الماء عند قناطر براكاسام 1,110,000 قدم3/ث (31,000 م3/ث), وهو المستوى الذي جاوز الرقم الذي كان قد تم تسجيله سابقًا في عام 1903، والذي بلغ 1,080,000 قدم3/ث (31,000 م3/ث).
وقد عزت حكومة حزب المؤتمر الحاكم، في ولاية أندرا برديش سبب الفيضان إلى الأمطار الغزيرة التي تجمعت مياهها في مناطق المستجمع عند منبع النهر في سد سريسايلام. وعلى الرغم من ذلك، فمن وجهة نظر معظم الخبراء، والجماهير عامة، تحدث الفيضانات نظرًا لسوء إدارة حكومة الولاية. متأثرة بحالة الجفاف التي كانت قد سادت حتى تساقط الأمطار الذي أدى إلى هذا الفيضان.
ولضمان توفير المياه لمشاريع الري في منطقة رايالاسيما (Rayalaseema) في ولاية أندرا برديش، ترددت الحكومة القائمة، في حين أن الخبراء قدموا توصياتهم لها، في إفراغ حوض سريسايلام قبل الطوفان المتوقع. وقد نجم عن هذا تجمع حجم غير مسبوق من المياه خلف سد سريسايلام، متسببًا في حدوث فيضانات عند كل من منبع النهر ومصبه أيضًا، عندما تم فتح جميع بوابات السد لعدة أيام وهو ما أدى إلى عودة المياه إلى مستوياتها الطبيعية مجددًا.
كما أن قرى بوجامادارام (Buggamadharam)، وفاجينيبالي (Vajinepalli)، وفيلاتورو (Vellaturu)، وتشينتريالا (Chintriyala) قد لحق بها ضررًا هي الأخرى. وقد أحيطت قرية بوجامادارام بشكل رئيسي بالماء من الجوانب الأربعة. فنُقل سكان هذه القرية إلى الأماكن القريبة لتقديم العون لهم.